# Matriz nuclear
Em biologia, a matriz nuclear é uma rede de fibras que se encontram por todo o interior do núcleo celular e é análogo do citosqueleto celular. A função exacta desta matriz é ainda discutida e a própria existência tem ainda tem sido posta em causa. Existe evidência que a matriz nuclear esteja envolvida da regulação da expressão genética em Arabidopsis thaliana.